# Al-Hàssan al-Àssam ibn Àhmad ibn Saïd al-Jannabí
Al-Hàssan al-Àssam ibn Àhmad ibn Saïd al-Jannabí o Al-Hàssan II (al-Hasa, 891 - Ramla, 977) fou un general càrmata de Bahrayn, fill d'Àhmad ibn Saïd al-Jannabí. El pare va morir enverinat el 970. Al-Hàssan va pujar al poder que exercia conjuntament amb altres notables càrmates, tenint diversos comandaments militars.
El 968, encara en vida, del seu pare va fer una expedició que es va apoderar de Damasc en poder dels ikhxídides. Va tenir la mà llarga en el repartiment del botí. Després del 969, amb la conquesta de Síria pels fatimites, els càrmates es van acostar als abbàssides i va recuperar la confiança de la direcció càrmata de Bahrayn.
El 970 amb el suport del buwàyhida Izz al-Dawla Bakhtiyar i de l'hamdànida Abu Taghlib, va derrotar completament al general fatimita Djafar ibn Falah a les portes de Damasc; el general enemic va morir i Al-Hàssan va fer maleir el califa fatimita. Després d'això es va apoderar de Ramla, va entrar a Egipte i va assetjar el Caire però es va haver de retirar per una sortida del general Jàwhar al-Siqil·lí per la part nord (22 de desembre del 970) i la defecció dels seus aliats els Banu Uqayl i els Banu Tayyi. Va retornar llavors a al-Hasa (971), però va conservar Damasc.
No devia participar en els atacs a Egipte del 971/972. El 973 el califa Al-Muïzz li va escriure una carta tirant-li en cara l'abandonament de la causa fatimita pels càrmates, carta que va contestar de manera insolent. El 974 va organitzar un nou atac a Egipte i va assetjar altre cop el Caire però fou traït pel seu aliat al-Hasan ibn al-Djarrah i fou derrotat per les tropes fatimites dirigides pel fill del califa, el futur al-Aziz Nizar Abu Mansur Billah) i va tornar a al-Hasa.
El càrmates de Síria es van posar al costat del turc Alptekin, un oficial buwàyhida que havia fugit de l'Iraq i s'havia apoderat de Damasc. Un exèrcit dirigit per Djawhar al-Silliki va arribar davant Damasc (juliol del 976) i Alptekin i els seus aliats càrmates van cridar en ajut a Hasan que va venir d'al-Hasa; a causa de la seva arribada Djawhar es va retirar (desembre del 976) i fou perseguit cap a Ramla que va haver d'evacuar, i finalment Ascaló, d'eon es va haver de retirar en condicions humiliants. El califa al-Aziz Nizar Abu Mansur Billah (que havia pujat al poder l'any anterior) va decidir inicar personalment la campanya, i va atacar Hasan i a Alptekin a Ramla, i els va causar greus pèrdues. Alptegin fou capturat i Hasan va poder arribar a Tiberíades on va rebre un emissari del califa amb el qual va signar la pau, per la qual el califa pagaria un tribut anual de 30.000 dinars als càrmates (per endavant) i Hasan va retornar a al-Hasa. El seu germà o cosí Djafar ibn Ahmad el va succeir al front de l'exèrcit càrmata a Síria i Palestina.
Va retornar a la zona el 977, i va arribar a Ramla ja malalt. Va morir a una batalla amb els fatimites davant Ramla el març del 977.